# Baptisia
Genre
Classification phylogénétique
Baptisia est un genre de plantes à fleurs de la famille des Fabacées originaires d'Amérique du Nord.

## Description
Toutes les espèces du genre sont de petits arbustes ou plantes herbacées vivaces.
Les feuilles peuvent être entières ou imparipennées (le plus souvent à trois folioles).
Les fleurs, hermaphrodites, sont toujours pédicellées. Leurs pétales sont plus réguliers en tailles que chez la plupart des légumineuses. Elles comportent dix étamines, libres à la base (caractéristique du genre).
Les fruits sont des gousses déhiscentes à plusieurs graines.
La distribution naturelle est limitée à l'Amérique du Nord (autre caractéristique du genre).

## Distribution
Toutes les espèces du genre sont originaires d'Amérique du Nord, en particulier des États-Unis.
Elles se sont diffusées pour beaucoup maintenant dans la plupart des régions tempérées comme plantes ornementales.

## Utilisation
Une espèce - Baptisia tinctoria - a pu servir de plante tinctoriale, d'où son nom de « faux indigo ».
Des propriétés médicinales sont signalées pour Baptisia australis et Baptisia tinctoria.
Actuellement, la seule utilisation des principales espèces est ornementale.

## Position taxinomique
Baptisia appartient à la sous-famille des Faboideae et à la tribu des Thermopsideae.
Le genre décrit en 1808 par Étienne Pierre Ventenat comprenait deux espèces :
- une du genre Podalyria : Podalyria alba (L.) L. (elle avait été d'abord placée par Linnée dans le genre Crotalaria) – il s'agit de l'espèce type –
- une du genre Sophora : Sophora tinctoria L. - qui a servi à le nommer -

La proximité avec ces deux genres, en ajoutant encore celle avec le genre Thermopsis, a persisté et a conduit à de nombreux synonymes.
Le nom du genre provient du verbe grec : βαπτιζειν (teindre), en référence à l'usage aujourd'hui abandonné d'extraction d'indigo de Baptisia tinctoria.

### Liste des espèces
La liste des espèces est issue des index IPNI (International Plants Names Index) et Tropicos (Index du Jardin Botanique du Missouri), avec indication des divergences de ce dernier index avec l'index GRIN (Germplasm Ressources Information Network), à la date de juillet 2011.
Les espèces retenues sont mises en gras :
- Baptisia alba (L.) Vent. (1808) - synonymes :  Baptisia albescens Small, Baptisia albiflora Raf., Crotalaria alba L., Podalyria alba (L.) L., Sophora alba (L.) L.[2]
- Baptisia alba R.Br. (1811)
  - Baptisia alba var. macrophylla (Larisey) Isely (1986) : voir Baptisia lactea var. obovata (Larisey) Isely - synonymes : Baptisia pendula var. macrophylla Larisey
- Baptisia albescens Small (1903) : voir Baptisia alba (L.) Vent.
- Baptisia albiflora Raf. (1836) : voir Baptisia alba (L.) Vent.
- Baptisia arachnifera W.H.Duncan (1944)
- Baptisia auriculata Sweet (1830)
- Baptisia australis Hort. ex Lehm. (1829)
- Baptisia australis (L.) R.Br. (1811) - synonymes : Podalyria australis (L.) Willd., Sophora australis L. - le lupin indigo
  - Baptisia australis var. aberrans (Larisey) M.G.Mendenhall (1994) - synonyme : Baptisia minor var. aberrans Larisey
  - Baptisia australis var. minor (Lehm.) Fernald (1937) : voir Baptisia minor Lehm. - synonyme : Baptisia texana Buckley
- Baptisia × bicolor Greenm. & Larisey (1939) - espèce hybride : Baptisia bracteata var. glabrescens × Baptisia minor
- Baptisia bracteata Muhl. ex Elliott (1817) - synonymes : Baptisia saligna Greene, Lasinia bracteata Raf.>, Podalyria bracteata Muhl.
  - Baptisia bracteata var. glabrescens (Larisey) Isely (1978) - synonymes :  Baptisia leucophaea Nutt., Baptisia leucophaea var. glabrescens Larisey
  - Baptisia bracteata var. laevicaulis (A.Gray ex Canby) Isely (1978) - synonymes : Baptisia bushii Small, Baptisia laevicaulis (A.Gray ex Canby) Small, Baptisia leucophaea var. laevicaulis A.Gray ex Canby, Baptisia oxyphylla Greene
  - Baptisia bracteata var. leucophaea (Nutt.) Kartesz & Gandhi (1991) : voir Baptisia bracteata var. glabrescens (Larisey) Isely - synonyme : Baptisia leucophaea Nutt.
- Baptisia bushii Small (1903) : voir Baptisia bracteata var. laevicaulis (A.Gray ex Canby) Isely
- Baptisia caerulea Eaton & Wright (1840) : voir Baptisia australis (L.) R.Br.
- Baptisia calycosa Engelm. (1878)
  - Baptisia calycosa var. villosa Canby (1887) : voir Baptisia hirsuta Small
- Baptisia cinerea (Raf.) Fernald & B.G.Schub. (1948) - synonyme : Lasinia cinerea Raf.
- Baptisia confusa Sweet ex G.Don (1832) : voir Baptisia australis (L.) R.Br.
- Baptisia confusa Pollard & Ball (1900) : voir Baptisia nuttalliana Small[3]
- Baptisia cuneata Small (1898) : voir Baptisia bracteata var. laevicaulis (A.Gray exCanby) Isely
- Baptisia × deamii Larisey (1940) - espèce hybride : Baptisia tinctoria var. crebra × Baptisia brateata var glabrescens
- Baptisia elliptica Small (1903) : voir Baptisia lanceolata var. tomentosa (Larisey) Isely - synonyme : Baptisia lanceolata var. elliptica (Small) B.L. Turner
  - Baptisia elliptica var. tomentosa Larisey (1940) : voir Baptisia lanceolata var. tomentosa (Larisey) Isely
- Baptisia exaltata Sweet (1825) : voir Baptisia australis (L.) R.Br.
- Baptisia × fragilis Larisey (1940) - espèce hybride : Baptisia bracteata var glabrescens × Baptisia sphaerocarpa
- Baptisia fraxinifolia Nutt. ex Torr. & A.Gray (1840) : voir Thermopsis mollis var. fraxinifolia (Nutt. ex Torr. & A.Gray) Isely - synonyme : Thermopsis fraxinifolia (Nutt. ex Torr. & A.Gray) M.A. Curtis
- Baptisia × fulva Larisey (1940) - espèce hybride : Baptisia perfoliata × Baptisia alba
- Baptisia gibbesii Small (1903) : voir Baptisia tinctoria var. gibbesii (Small) Fernald
- Baptisia hirsuta Small (1903) - synonyme :  Baptisia calycosa var. villosa Canby
- Baptisia hugeri Small (1898) : voir Thermopsis mollis (Michx.) M.A.Curtis & A.Gray - synonyme : Thermopsis hugeri (Small) Small
- Baptisia intercalata Larisey (1940)
- Baptisia × intermedia Larisey (1940) - espèce hybride : Baptisia bracteata var. glabrescens × Baptisia sphaerocarpa
- Baptisia lactea (Raf.) Thieret (1969) - synonyme : Dolichos lacteus Raf.
  - Baptisia lactea var. obovata (Larisey) Isely (1978) - synonymes : Baptisia pendula var. obovata Larisey, Baptisia psammophila Larisey
  - Baptisia lactea var. pendula (Larisey) B.L.Turner (2006) - synonyme : Baptisia pendula Larisey
- Baptisia laevicaulis (A.Gray ex Canby) Small (1898) : voir Baptisia bracteata var. laevicaulis (A.Gray exCanby) Isely - synonyme : Baptisia leucophaea var. laevicaulis A.Gray ex Canby
- Baptisia lanceolata (Walter) Elliott (1817) - synonyme : Sophora lanceolata Walter
  - Baptisia lanceolata var. elliptica (Small) B.L.Turner (2006)) : voir Baptisia lanceolata var. tomentosa (Larisey) Isely - synonyme : Baptisia elliptica Small
  - Baptisia lanceolata var. texana Holz. (1893) : voir Baptisia nuttalliana Small
  - Baptisia lanceolata var. tomentosa (Larisey) Isely (1978) - synonyme : Baptisia elliptica var. tomentosa Larisey
  - Baptisia lanceolata var. uniflora Torr. & A.Gray ex Canby (1879) : voir Baptisia nuttalliana Small
- Baptisia lecontii Torr. & A.Gray (1840)
  - Baptisia lecontii f. robustior Larisey (1940)
- Baptisia leucantha Torr. & A.Gray (1840) - voir Baptisia lactea (Raf.) Thieret
  - Baptisia leucantha var. divaricata Larisey (1940) - voir  Baptisia lactea (Raf.) Thieret
  - Baptisia leucantha var. pauciflora Larisey (1940)- voir  Baptisia lactea (Raf.) Thieret
- Baptisia leucophaea Nutt. (1818) : voir Baptisia bracteata var. glabrescens (Larisey) Isely - synonyme : Baptisia bracteata var. leucophaea (Nutt.) Kartesz & Gandhi, Baptisia leucophaea var. glabrescens Larisey[4]
  - Baptisia leucophaea var. glabrescens Larisey (1940) : voir Baptisia bracteata var. glabrescens (Larisey) Isely - synonymes : Baptisia bracteata var. leucophaea (Nutt.) Kartesz & Gandhi, Baptisia leucophaea Nutt.
  - Baptisia leucophaea var. laevicaulis A.Gray ex Canby (1879) : voir Baptisia bracteata var. laevicaulis (A.Gray exCanby) Isely - synonyme : Baptisia laevicaulis (A.Gray ex Canby) Small
- Baptisia lupinoides Burbidge (1884)
- Baptisia macilenta Small ex Larisey (1940)
- Baptisia megacarpa Chapm. ex Torr. & A.Gray (1840) - synonymes : Baptisia riparia Larisey
- Baptisia microphylla Nutt. (1834) - synonymes : Baptisia perfoliata var. lobata Canby, Baptisia stipulacea Ravenel, Pericaulon microphylum (Nutt.) Raf.
  - Baptisia microphylla var. axillaris Canby (1879)
- Baptisia minor Lehm. (1827) - synonymes : Baptisia australis var. minor (Lehm.) Fernald, Baptisia texana Buckley, Baptisia vespertina Small ex Rydb.[5]
  - Baptisia minor var. aberrans Larisey (1940) : voir Baptisia australis var. aberrans (Larisey) M.G.Mendenhall
- Baptisia mollis (Michx.) Nutt. (1818) : voir Thermopsis mollis (Michx.) M.A. Curtis & A.Gray - synonymes : Baptisia mollis (Michx.) DC., Podalyria mollis Michx.
- Baptisia mollis (Michx.) DC. (1825) : voir Thermopsis mollis (Michx.) M.A. Curtis & A.Gray - homonyme de Baptisia mollis (Michx.) Nutt.
- Baptisia nepalensis Hook. (1824) : voir Piptanthus nepalensis (Hook.) Sweet
- Baptisia nuculifera Greene (1910) : voir Baptisia nuttalliana Small
- Baptisia nuttalliana Small (1903) - synonymes : Baptisia confusa Pollard & Ball, Baptisia lanceolata var. texana Holz., Baptisia nuculifera Greene
- Baptisia oxyphylla Greene (1910) : voir Baptisia bracteata var. laevicaulis (A.Gray exCanby) Isely - synonyme : Baptisia laevicaulis (A.Gray ex Canby) Small
- Baptisia pendula Larisey (1940) : voir Baptisia lactea var. pendula (Larisey) B.L.Turner
  - Baptisia pendula var. macrophylla Larisey (1940) : voir Baptisia lactea var. obovata (Larisey) Isely - synonymes : Baptisia alba var. macrophylla (Larisey) Isely, Baptisia pendula var. obovata Larisey
  - Baptisia pendula var. obovata Larisey (1940)) : voir Baptisia lactea var. obovata (Larisey) Isely - synonymes : Baptisia alba var. macrophylla (Larisey) Isely, Baptisia pendula var. macrophylla Larisey
- Baptisia perfoliata (L.) R.Br. in W.T.Aiton (1811) - synonymes : Crotalaria perfoliata L., Pericaulon perfoliatum (L.) Raf., Podalyria perfoliata (L.) Michx., Rafnia perfoliata (L.) Willd., Sophora perfoliata (L.) Walter
  - Baptisia perfoliata var. lobata Canby (1879) : voir Baptisia microphylla Nutt. - synonyme : Pericaulon microphylum (Nutt.) Raf.
- Baptisia × pinetorum Larisey (1940) - espèce hybride : Baptisia alba × Baptisia tinctoria var. crebra
- Baptisia psammophila Larisey (1940) : voir 'Baptisia lactea var. obovata (Larisey) Isely - synonyme : Baptisia pendula var. obovata Larisey
- Baptisia retusa Raf. (1836)
- Baptisia riparia Larisey (1940) : voir Baptisia megacarpa Chapm. ex Torr. & A.Gray
  - Baptisia riparia var. minima Larisey (1940) : voir Baptisia megacarpa Chapm. ex Torr. & A.Gray
- Baptisia saligna Greene (1910) : voir  Baptisia bracteata Muhl. ex Elliott
- Baptisia serenae M.A.Curt. (1849)
- Baptisia simplicifolia Croom (1834) - synonyme : Eaplosia ovata Raf.
- Baptisia sphaerocarpa Nutt. (1834) - synonyme :Baptisia viridis Larisey
- Baptisia stipulacea Ravenel (1856) : voir Baptisia microphylla Nutt. - synonymes : Baptisia perfoliata var. lobata Canby, Pericaulon microphylum (Nutt.) Raf.
- Baptisia × stricta Larisey (1940) - espèce hybride : 'Baptisia bracteata var. glabrescens × Baptisia sphaerocarpa
- Baptisia × sulphurea Engelm. (1878) - espèce hybride : Baptisia sphaerocarpa × Baptisia minor
- Baptisia texana Buckley (1861) : voir Baptisia minor Lehm. - synonyme : Baptisia australis var. minor (Lehm.) Fernald
- Baptisia texana (Holz.) Pollard & Ball (1900) : voir Baptisia nuttalliana Small - synonymes : Baptisia confusa Pollard & Ball, Baptisia lanceolata var. texana Holz.
- Baptisia tinctoria (L.) R.Br. in W.T.Aiton -(1811) - homonyme illégal de Baptisia tinctoria (L.) Vent., cependant privilégié par les index IPNI et GRIN
- Baptisia tinctoria (L.) Vent. (1808) - synonymes : Podalyria tinctoria (L.) Willd., Sophora tinctoria L.
  - Baptisia tinctoria var. crebra Fernald (1937)
  - Baptisia tinctoria var. gibbesii (Small) Fernald (1936) - synonyme : Baptisia gibbesii Small
  - Baptisia tinctoria var. projecta Fernald (1937)
- Baptisia uniflora (Michx.) Nutt. (1818) : voir Baptisia lanceolata (Walter) Elliott - synonymes : Podalyria uniflora Michx.
- Baptisia uniflora (Michx.) Sm. (1819) : voir Baptisia lanceolata (Walter) Elliott
- Baptisia uniflora Spreng. (1825) : voir Baptisia lanceolata (Walter) Elliott
- Baptisia × variicolor Kosnik, Diggs, Redshaw & Lipscomb (1996)
- Baptisia versicolor Lodd. (1826) : voir Baptisia australis (L.) R.Br.
- Baptisia versicolor Raf. (1836) - Homonyme du précédent
- Baptisia vespertina Small ex Rydb. (1932) : voir Baptisia minor Lehm. - synonymes : Baptisia australis var. minor (Lehm.) Fernald, Baptisia texana Buckley
- Baptisia villosa (Walter) Elliott (1817) : voir Thermopsis villosa (Walter) Fernald & B.G. Schub. - synonymes : Podalyria villosa (Walter) Michx., Sophora villosa Walter
- Baptisia villosa (Walter) Nutt. (1818) : voir Thermopsis villosa (Walter) Fernald & B.G. Schub. - synonymes : Podalyria villosa (Walter) Michx., Sophora villosa Walter - homonyme du précédent
- Baptisia viridis Larisey (1940) : voir Baptisia sphaerocarpa Nutt.

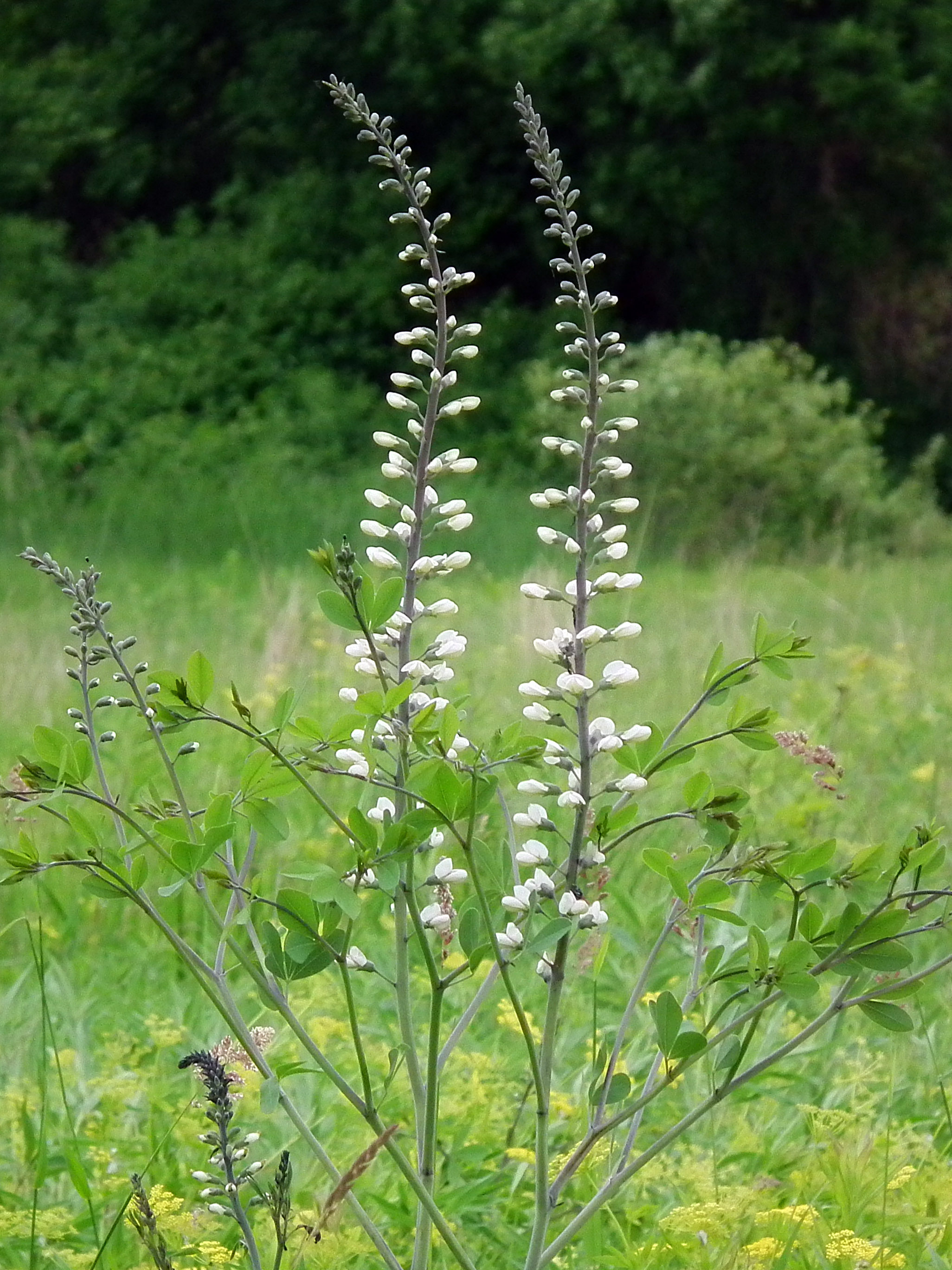
Baptisia alba.
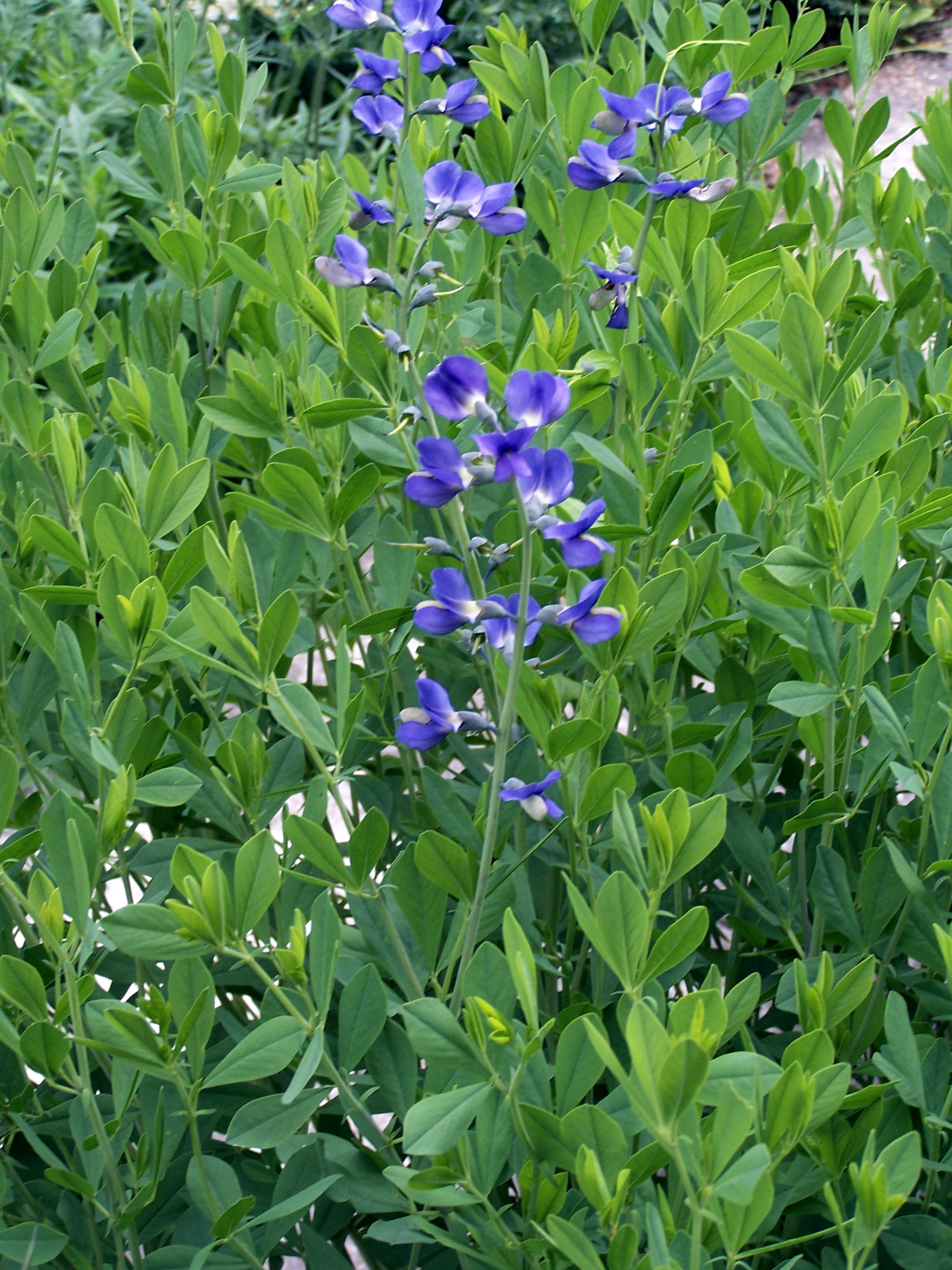
Baptisia australis.
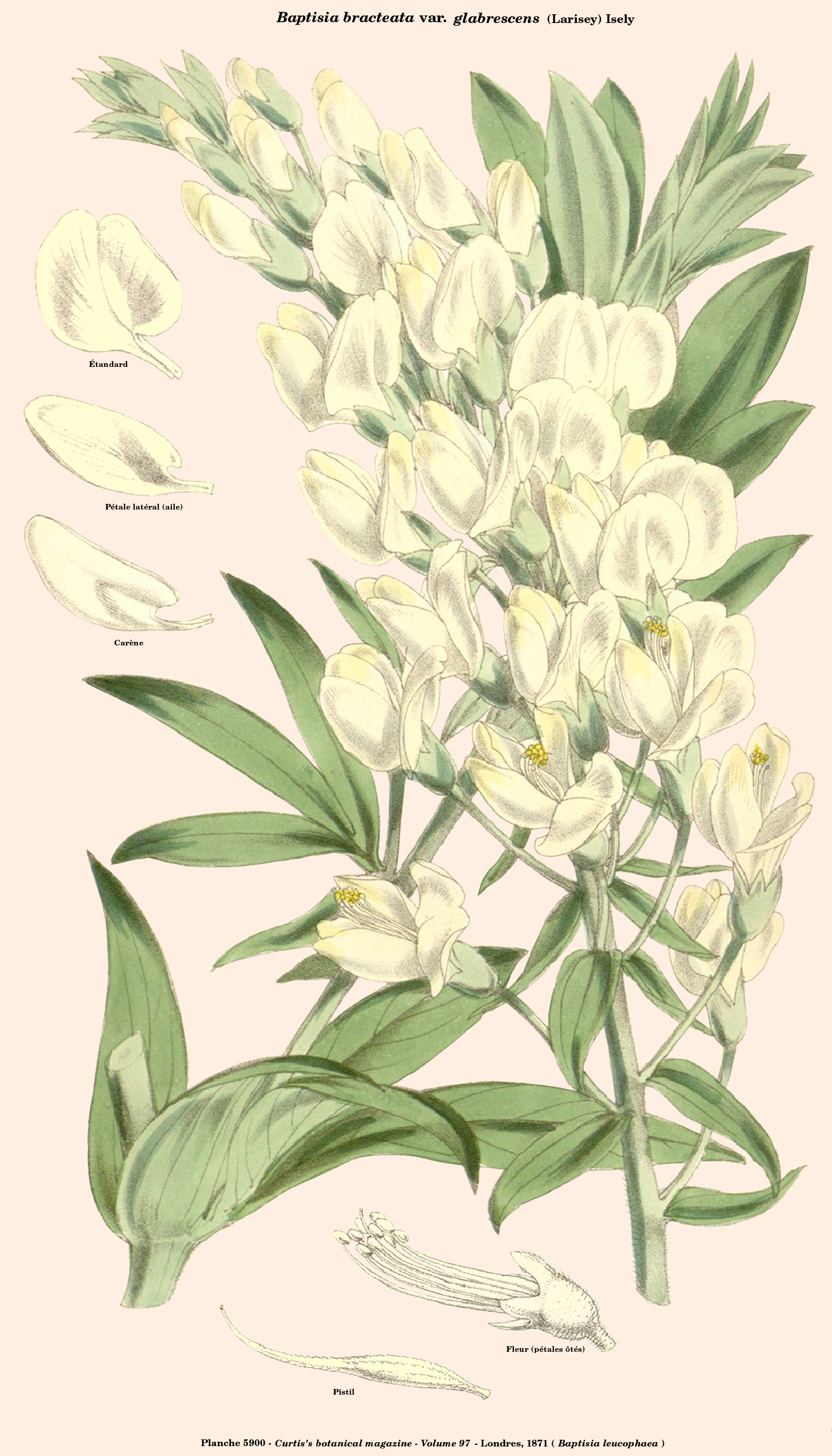
Baptisia bracteata var glabrescens.
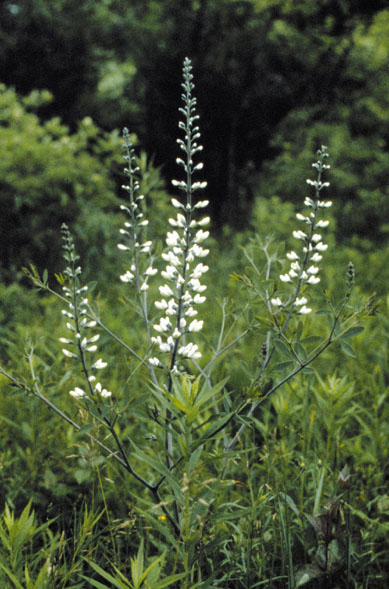
Baptisia lactea.
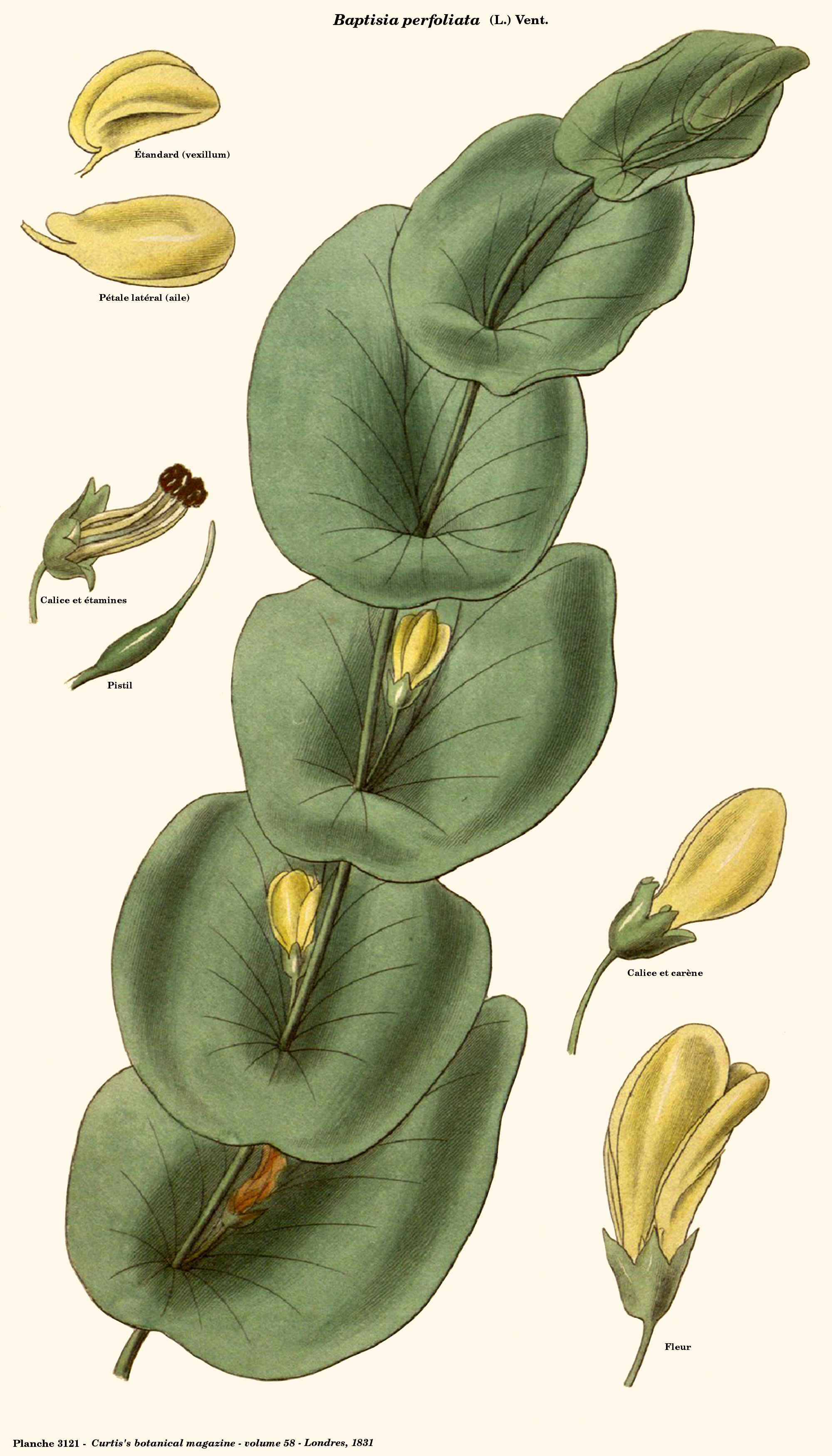
Baptisia perfoliata.
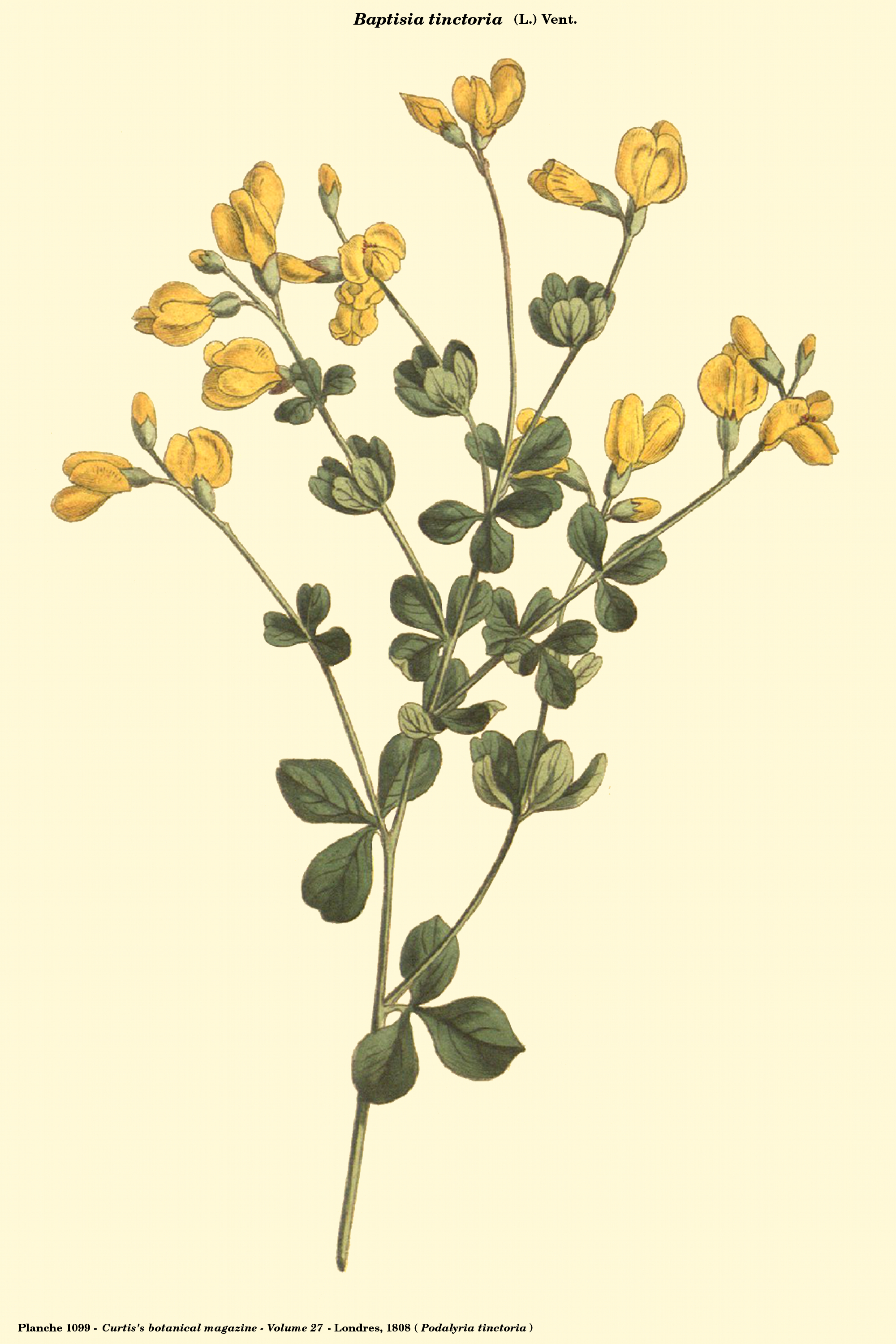
Baptisia tinctoria.